# Kazimierz Krzemiński
Kazimierz Józef Krzemiński (25 de fevereiro de 1902, data de morte desconhecida) foi um ciclista polonês. Competiu representando seu país, Polônia, na prova de estrada (individual e por equipes) nos Jogos Olímpicos de Verão de 1924, disputadas em Paris, na França.